# Anna Ronnebäck
Anna Elvira Ronnebäck, före 1942 Lindqvist-Pettersson, född 19 juli 1906 i Hammerdals församling i Jämtlands län, död 29 december 1989 i Sölvesborg, var en svensk politiker (socialdemokrat).
Hon satt i Sveriges riksdags andra kammare från 1941 till 1944 invald 1940 från Jämtlands läns valkrets. I riksdagen skrev hon fyra egna motioner, om ungdomsfrågor, t ex effektiviserad yrkesvägledning och om obligatorisk simundervisning.